# Stanley Cup playoff 1989
I playoff della Stanley Cup 1989 del campionato NHL 1988-1989 hanno avuto inizio il 5 aprile 1989. Le sedici squadre qualificate per i playoff, otto da ciascuna Conference, hanno giocato una serie di partite al meglio di sette per i quarti di finale, semifinali e finali di Conference. I vincitori delle due Conference hanno disputato una serie di partite al meglio di sette per la conquista della Stanley Cup.
Per l'ultima volta le prime quattro gare dei primi turni furono disputato nell'arco di cinque giorni. Le uniche due franchigie canadesi qualificatesi ai playoff furono Montréal e Calgary, le future finaliste della Stanley Cup. Per la seconda volta nella storia della NHL una squadra fu capace di vincere il titolo in trasferta al Forum de Montréal: dopo la vittoria dei New York Rangers sui Montreal Maroons nel 1928 proprio i Flames riuscirono a sconfiggere i Canadiens sul loro ghiaccio casalingo. Il portiere dei Philadelphia Flyers Ron Hextall fu il primo capace di segnare una rete ai playoff.

## Squadre partecipanti

### Prince of Wales Conference

#### Adams Division
1. Montreal Canadiens - vincitori della Adams Division e della stagione regolare nella Prince of Wales Conference, 101 punti
2. Boston Bruins - 88 punti
3. Buffalo Sabres - 83 punti
4. Hartford Whalers - 79 punti

#### Patrick Division
1. Washington Capitals - vincitori della Patrick Division, 92 punti
2. Pittsburgh Penguins - 83 punti
3. New York Rangers - 78 punti
4. Philadelphia Flyers - 73 punti

### Clarence S. Campbell Conference

#### Norris Division
1. Chicago Blackhawks - vincitori della Norris Division, 88 punti
2. Toronto Maple Leafs - 83 punti
3. St. Louis Blues - 80 punti
4. Minnesota North Stars - 76 punti

#### Smythe Division
1. Calgary Flames - vincitori della Smythe Division, della stagione regolare nella Clarence S. Campbell Conference e del Presidents' Trophy, 117 punti
2. Los Angeles Kings - 91 punti
3. Edmonton Oilers - 84 punti
4. Vancouver Canucks - 74 punti

### Tabellone
Nel primo turno la squadra con il ranking più alto di ciascuna Division si sfida con quella dal posizionamento più basso seguendo lo schema 1-4 e 2-3, usufruendo anche del vantaggio del fattore campo. Il secondo turno determina la vincente divisionale, mentre il terzo vede affrontarsi le squadre vincenti delle Division della stessa Conference per accedere alla finale di Stanley Cup. Il fattore campo osservato nelle finali di conference e in finale di Stanley Cup fu determinato dai punti ottenuti in stagione regolare. Ciascuna serie, al meglio delle sette gare, seguì il formato 2–2–1–1–1: la squadra migliore in stagione regolare avrebbe disputato in casa Gara-1 e 2, (se necessario anche Gara-5 e 7), mentre quella posizionata peggio avrebbe giocato nel proprio palazzetto Gara-3 e 4 (se necessario anche Gara-6).
|  | Semifinali Division | Semifinali Division   | Semifinali Division |                     |    | Finali Division     | Finali Division | Finali Division |  |  | Finali Conference | Finali Conference | Finali Conference |  |  | Finale Stanley Cup | Finale Stanley Cup | Finale Stanley Cup |  |
|  |                     |                       |                     |                     |    |                     |                 |                 |  |  |                   |                   |                   |  |  |                    |                    |                    |  |
|  | A1                  | Montreal Canadiens    | 4                   |                     |    |                     |                 |                 |  |  |                   |                   |                   |  |  |                    |                    |                    |  |
|  | A1                  | Montreal Canadiens    | 4                   |                     |    |                     |                 |                 |  |  |                   |                   |                   |  |  |                    |                    |                    |  |
|  | A4                  | Hartford Whalers      | 0                   |                     |    |                     |                 |                 |  |  |                   |                   |                   |  |  |                    |                    |                    |  |
|  | A4                  | Hartford Whalers      | 0                   |                     | A1 | Montreal Canadiens  | 4               |                 |  |  |                   |                   |                   |  |  |                    |                    |                    |  |
|  |                     |                       |                     |                     | A1 | Montreal Canadiens  | 4               |                 |  |  |                   |                   |                   |  |  |                    |                    |                    |  |
|  |                     |                       | A2                  | Boston Bruins       | 1  |                     |                 |                 |  |  |                   |                   |                   |  |  |                    |                    |                    |  |
|  | A2                  | Boston Bruins         | A2                  | Boston Bruins       | 1  | 4                   |                 |                 |  |  |                   |                   |                   |  |  |                    |                    |                    |  |
|  | A2                  | Boston Bruins         |                     |                     |    |                     |                 |                 |  |  |                   |                   |                   |  |  |                    |                    |                    |  |
|  | A3                  | Buffalo Sabres        | 1                   |                     |    |                     |                 |                 |  |  |                   |                   |                   |  |  |                    |                    |                    |  |
|  | A3                  | Buffalo Sabres        | 1                   |                     | A1 | Montreal Canadiens  | 4               |                 |  |  |                   |                   |                   |  |  |                    |                    |                    |  |
|  |                     |                       |                     |                     |    |                     |                 |                 |  |  |                   |                   |                   |  |  |                    |                    |                    |  |
|  |                     |                       | P4                  | Philadelphia Flyers | 2  |                     |                 |                 |  |  |                   |                   |                   |  |  |                    |                    |                    |  |
|  | P1                  | Washington Capitals   | P4                  | Philadelphia Flyers | 2  | 2                   |                 |                 |  |  |                   |                   |                   |  |  |                    |                    |                    |  |
|  | P1                  | Washington Capitals   |                     |                     |    |                     |                 |                 |  |  |                   |                   |                   |  |  |                    |                    |                    |  |
|  | P4                  | Philadelphia Flyers   | 4                   |                     |    |                     |                 |                 |  |  |                   |                   |                   |  |  |                    |                    |                    |  |
|  | P4                  | Philadelphia Flyers   | 4                   |                     | P2 | Pittsburgh Penguins | 3               |                 |  |  |                   |                   |                   |  |  |                    |                    |                    |  |
|  |                     |                       |                     |                     | P2 | Pittsburgh Penguins | 3               |                 |  |  |                   |                   |                   |  |  |                    |                    |                    |  |
|  |                     |                       | P4                  | Philadelphia Flyers | 4  |                     |                 |                 |  |  |                   |                   |                   |  |  |                    |                    |                    |  |
|  | P2                  | Pittsburgh Penguins   | P4                  | Philadelphia Flyers | 4  | 4                   |                 |                 |  |  |                   |                   |                   |  |  |                    |                    |                    |  |
|  | P2                  | Pittsburgh Penguins   |                     |                     |    |                     |                 |                 |  |  |                   |                   |                   |  |  |                    |                    |                    |  |
|  | P3                  | New York Rangers      | 0                   |                     |    |                     |                 |                 |  |  |                   |                   |                   |  |  |                    |                    |                    |  |
|  | P3                  | New York Rangers      | 0                   |                     | A1 | Montreal Canadiens  | 2               |                 |  |  |                   |                   |                   |  |  |                    |                    |                    |  |
|  |                     |                       |                     |                     |    |                     |                 |                 |  |  |                   |                   |                   |  |  |                    |                    |                    |  |
|  |                     |                       | S2                  | Calgary Flames      | 4  |                     |                 |                 |  |  |                   |                   |                   |  |  |                    |                    |                    |  |
|  | N1                  | Detroit Red Wings     | S2                  | Calgary Flames      | 4  | 2                   |                 |                 |  |  |                   |                   |                   |  |  |                    |                    |                    |  |
|  | N1                  | Detroit Red Wings     |                     |                     |    |                     |                 |                 |  |  |                   |                   |                   |  |  |                    |                    |                    |  |
|  | N4                  | Chicago Blackhawks    | 4                   |                     |    |                     |                 |                 |  |  |                   |                   |                   |  |  |                    |                    |                    |  |
|  | N4                  | Chicago Blackhawks    | 4                   |                     | N2 | St. Louis Blues     | 1               |                 |  |  |                   |                   |                   |  |  |                    |                    |                    |  |
|  |                     |                       |                     |                     | N2 | St. Louis Blues     | 1               |                 |  |  |                   |                   |                   |  |  |                    |                    |                    |  |
|  |                     |                       | N4                  | Chicago Blackhawks  | 4  |                     |                 |                 |  |  |                   |                   |                   |  |  |                    |                    |                    |  |
|  | N2                  | St. Louis Blues       | N4                  | Chicago Blackhawks  | 4  | 4                   |                 |                 |  |  |                   |                   |                   |  |  |                    |                    |                    |  |
|  | N2                  | St. Louis Blues       |                     |                     |    |                     |                 |                 |  |  |                   |                   |                   |  |  |                    |                    |                    |  |
|  | N3                  | Minnesota North Stars | 1                   |                     |    |                     |                 |                 |  |  |                   |                   |                   |  |  |                    |                    |                    |  |
|  | N3                  | Minnesota North Stars | 1                   |                     | N4 | Chicago Blackhawks  | 1               |                 |  |  |                   |                   |                   |  |  |                    |                    |                    |  |
|  |                     |                       |                     |                     |    |                     |                 |                 |  |  |                   |                   |                   |  |  |                    |                    |                    |  |
|  |                     |                       | S1                  | Calgary Flames      | 4  |                     |                 |                 |  |  |                   |                   |                   |  |  |                    |                    |                    |  |
|  | S1                  | Calgary Flames        | S1                  | Calgary Flames      | 4  | 4                   |                 |                 |  |  |                   |                   |                   |  |  |                    |                    |                    |  |
|  | S1                  | Calgary Flames        |                     |                     |    |                     |                 |                 |  |  |                   |                   |                   |  |  |                    |                    |                    |  |
|  | S4                  | Vancouver Canucks     | 3                   |                     |    |                     |                 |                 |  |  |                   |                   |                   |  |  |                    |                    |                    |  |
|  | S4                  | Vancouver Canucks     | 3                   |                     | S1 | Calgary Flames      | 4               |                 |  |  |                   |                   |                   |  |  |                    |                    |                    |  |
|  |                     |                       |                     |                     | S1 | Calgary Flames      | 4               |                 |  |  |                   |                   |                   |  |  |                    |                    |                    |  |
|  |                     |                       | S2                  | Los Angeles Kings   | 0  |                     |                 |                 |  |  |                   |                   |                   |  |  |                    |                    |                    |  |
|  | S2                  | Los Angeles Kings     | S2                  | Los Angeles Kings   | 0  | 4                   |                 |                 |  |  |                   |                   |                   |  |  |                    |                    |                    |  |
|  | S2                  | Los Angeles Kings     |                     |                     |    |                     |                 |                 |  |  |                   |                   |                   |  |  |                    |                    |                    |  |
|  | S3                  | Edmonton Oilers       | 3                   |                     |    |                     |                 |                 |  |  |                   |                   |                   |  |  |                    |                    |                    |  |

## Prince of Wales Conference

### Semifinali di Division

#### Montreal - Hartford
| Montréal 5 aprile 1989 | Hartford Whalers | 2 – 6 (1-2; 1-1; 0-3) referto | Montreal Canadiens | Forum de Montréal (16.005 spett.) |

| Montréal 6 aprile 1989 | Hartford Whalers | 2 – 3 (0-0; 0-3; 2-0) referto | Montreal Canadiens | Forum de Montréal (16.563 spett.) |

| Hartford 8 aprile 1989 | Montreal Canadiens | 5 – 4 (d.t.s.) (0-1; 1-1; 3-2) referto | Hartford Whalers | Hartford Civic Center (13.363 spett.) |

| Hartford 9 aprile 1989 | Montreal Canadiens | 4 – 3 (d.t.s.) (0-1; 2-0; 1-2) referto | Hartford Whalers | Hartford Civic Center (12.245 spett.) |

#### Boston - Buffalo
| Boston 5 aprile 1989 | Buffalo Sabres | 6 – 0 (2-0; 3-0; 1-0) referto | Boston Bruins | Boston Garden (14.448 spett.) |

| Boston 6 aprile 1989 | Buffalo Sabres | 3 – 5 (0-0; 3-2; 0-3) referto | Boston Bruins | Boston Garden (14.448 spett.) |

| Buffalo 8 aprile 1989 | Boston Bruins | 4 – 2 (1-0; 0-0; 3-2) referto | Buffalo Sabres | Buffalo Memorial Auditorium (16.433 spett.) |

| Buffalo 9 aprile 1989 | Boston Bruins | 3 – 2 (1-1; 2-1; 0-0) referto | Buffalo Sabres | Buffalo Memorial Auditorium (16.433 spett.) |

| Boston 11 aprile 1989 | Buffalo Sabres | 1 – 4 (0-0; 0-3; 1-1) referto | Boston Bruins | Boston Garden (14.448 spett.) |

#### Washington - Philadelphia
| Landover 5 aprile 1989 | Philadelphia Flyers | 2 – 3 (2-1; 0-2; 0-0) referto | Washington Capitals | Capital Centre (18.130 spett.) |

| Landover 6 aprile 1989 | Philadelphia Flyers | 3 – 2 (0-0; 0-1; 3-1) referto | Washington Capitals | Capital Centre (18.130 spett.) |

| Filadelfia 8 aprile 1989 | Washington Capitals | 4 – 3 (d.t.s.) (1-1; 1-1; 1-1) referto | Philadelphia Flyers | The Spectrum (17.423 spett.) |

| Filadelfia 9 aprile 1989 | Washington Capitals | 2 – 5 (0-0; 0-4; 2-1) referto | Philadelphia Flyers | The Spectrum (17.423 spett.) |

| Landover 11 aprile 1989 | Philadelphia Flyers | 8 – 5 (2-2; 2-2; 4-1) referto | Washington Capitals | Capital Centre (18.130 spett.) |

| Filadelfia 13 aprile 1989 | Washington Capitals | 3 – 4 (1-0; 0-2; 2-2) referto | Philadelphia Flyers | The Spectrum (17.423 spett.) |

#### Pittsburgh - NY Rangers
| Pittsburgh 5 aprile 1989 | New York Rangers | 1 – 3 (1-1; 0-0; 0-2) referto | Pittsburgh Penguins | Civic Arena (16.025 spett.) |

| Pittsburgh 6 aprile 1989 | New York Rangers | 4 – 7 (2-5; 0-1; 2-1) referto | Pittsburgh Penguins | Civic Arena (16.025 spett.) |

| New York 8 aprile 1989 | Pittsburgh Penguins | 5 – 3 (2-1; 2-0; 1-2) referto | New York Rangers | Madison Square Garden (17.498 spett.) |

| New York 9 aprile 1989 | Pittsburgh Penguins | 4 – 3 (3-0; 1-1; 0-2) referto | New York Rangers | Madison Square Garden (17.403 spett.) |

### Finali di Division

#### Montreal - Boston
| Montréal 17 aprile 1989 | Boston Bruins | 2 – 3 (1-0; 0-2; 1-1) referto | Montreal Canadiens | Forum de Montréal (17.909 spett.) |

| Montréal 19 aprile 1989 | Boston Bruins | 2 – 3 (d.t.s.) (0-1; 1-0; 1-1) referto | Montreal Canadiens | Forum de Montréal (17.905 spett.) |

| Boston 21 aprile 1989 | Montreal Canadiens | 5 – 4 (1-0; 2-2; 2-2) referto | Boston Bruins | Boston Garden (14.448 spett.) |

| Boston 23 aprile 1989 | Montreal Canadiens | 2 – 3 (0-1; 1-2; 1-0) referto | Boston Bruins | Boston Garden (14.448 spett.) |

| Montréal 25 aprile 1989 | Boston Bruins | 2 – 3 (1-0; 0-2; 1-1) referto | Montreal Canadiens | Forum de Montréal (17.909 spett.) |

#### Pittsburgh - Philadelphia
| Pittsburgh 17 aprile 1989 | Philadelphia Flyers | 3 – 4 (2-1; 1-2; 0-1) referto | Pittsburgh Penguins | Civic Arena (16.025 spett.) |

| Pittsburgh 19 aprile 1989 | Philadelphia Flyers | 4 – 2 (3-1; 1-1; 0-0) referto | Pittsburgh Penguins | Civic Arena (16.025 spett.) |

| Filadelfia 21 aprile 1989 | Pittsburgh Penguins | 4 – 3 (d.t.s.) (1-0; 2-2; 0-1) referto | Philadelphia Flyers | The Spectrum (17.423 spett.) |

| Filadelfia 23 aprile 1989 | Pittsburgh Penguins | 1 – 4 (1-1; 0-2; 0-1) referto | Philadelphia Flyers | The Spectrum (17.423 spett.) |

| Pittsburgh 25 aprile 1989 | Philadelphia Flyers | 7 – 10 (1-6; 2-3; 4-1) referto | Pittsburgh Penguins | Civic Arena (16.025 spett.) |

| Filadelfia 27 aprile 1989 | Pittsburgh Penguins | 2 – 6 (0-2; 2-3; 0-1) referto | Philadelphia Flyers | The Spectrum (17.423 spett.) |

| Pittsburgh 29 aprile 1989 | Philadelphia Flyers | 4 – 1 (1-0; 1-1; 2-0) referto | Pittsburgh Penguins | Civic Arena (16.025 spett.) |

### Finale di Conference

#### Montreal - Philadelphia
| Montréal 1º maggio 1989 | Philadelphia Flyers | 3 – 1 (1-0; 0-0; 2-1) referto | Montreal Canadiens | Forum de Montréal (17.024 spett.) |

| Montréal 3 maggio 1989 | Philadelphia Flyers | 0 – 3 (0-1; 0-1; 0-1) referto | Montreal Canadiens | Forum de Montréal (17.428 spett.) |

| Filadelfia 5 maggio 1989 | Montreal Canadiens | 5 – 1 (1-0; 3-0; 1-1) referto | Philadelphia Flyers | The Spectrum (17.423 spett.) |

| Filadelfia 7 maggio 1989 | Montreal Canadiens | 3 – 0 (0-0; 3-0; 0-0) referto | Philadelphia Flyers | The Spectrum (17.423 spett.) |

| Montréal 9 maggio 1989 | Philadelphia Flyers | 2 – 1 (d.t.s.) (0-0; 1-0; 0-1) referto | Montreal Canadiens | Forum de Montréal (17.909 spett.) |

| Filadelfia 11 maggio 1989 | Montreal Canadiens | 4 – 2 (1-1; 2-0; 1-1) referto | Philadelphia Flyers | The Spectrum (17.423 spett.) |

## Clarence S. Campbell Conference

### Semifinali di Division

#### Detroit - Chicago
| Detroit 5 aprile 1989 | Chicago Blackhawks | 2 – 3 (0-2; 1-0; 1-0) referto | Detroit Red Wings | Joe Louis Arena (19.569 spett.) |

| Detroit 6 aprile 1989 | Chicago Blackhawks | 5 – 4 (d.t.s.) (2-2; 2-0; 0-2) referto | Detroit Red Wings | Joe Louis Arena (19.603 spett.) |

| Chicago 8 aprile 1989 | Detroit Red Wings | 2 – 4 (1-0; 1-2; 0-2) referto | Chicago Blackhawks | Chicago Stadium (17.373 spett.) |

| Chicago 9 aprile 1989 | Detroit Red Wings | 2 – 3 (0-1; 1-1; 1-1) referto | Chicago Blackhawks | Chicago Stadium (16.786 spett.) |

| Detroit 11 aprile 1989 | Chicago Blackhawks | 4 – 6 (2-3; 1-0; 1-3) referto | Detroit Red Wings | Joe Louis Arena (19.784 spett.) |

| Chicago 13 aprile 1989 | Detroit Red Wings | 1 – 7 (1-1; 0-3; 0-3) referto | Chicago Blackhawks | Chicago Stadium (17.289 spett.) |

#### St. Louis - Minnesota
| St. Louis 5 aprile 1989 | Minnesota North Stars | 3 – 4 (d.t.s.) (1-0; 1-2; 1-1) referto | St. Louis Blues | St. Louis Arena (11.138 spett.) |

| St. Louis 6 aprile 1989 | Minnesota North Stars | 3 – 4 (d.t.s.) (3-1; 0-1; 0-1) referto | St. Louis Blues | St. Louis Arena (11.644 spett.) |

| Bloomington 8 aprile 1989 | St. Louis Blues | 5 – 3 (3-0; 1-2; 1-1) referto | Minnesota North Stars | Met Center (11.273 spett.) |

| Bloomington 9 aprile 1989 | St. Louis Blues | 4 – 5 (1-0; 1-1; 2-4) referto | Minnesota North Stars | Met Center (8.013 spett.) |

| St. Louis 11 aprile 1989 | Minnesota North Stars | 1 – 6 (0-0; 1-4; 0-2) referto | St. Louis Blues | St. Louis Arena (14.854 spett.) |

#### Calgary - Vancouver
| Calgary 5 aprile 1989 | Vancouver Canucks | 4 – 3 (d.t.s.) (1-1; 1-2; 1-0) referto | Calgary Flames | Olympic Saddledome (18.720 spett.) |

| Calgary 6 aprile 1989 | Vancouver Canucks | 2 – 5 (0-2; 1-2; 1-1) referto | Calgary Flames | Olympic Saddledome (19.053 spett.) |

| Vancouver 8 aprile 1989 | Calgary Flames | 4 – 0 (0-0; 2-0; 2-0) referto | Vancouver Canucks | Pacific Coliseum (16.024 spett.) |

| Vancouver 9 aprile 1989 | Calgary Flames | 3 – 5 (0-1; 0-2; 3-2) referto | Vancouver Canucks | Pacific Coliseum (16.029 spett.) |

| Calgary 11 aprile 1989 | Vancouver Canucks | 0 – 4 (0-1; 0-1; 0-2) referto | Calgary Flames | Olympic Saddledome (19.458 spett.) |

| Vancouver 13 aprile 1989 | Calgary Flames | 3 – 6 (1-0; 1-4; 1-2) referto | Vancouver Canucks | Pacific Coliseum (16.101 spett.) |

| Calgary 15 aprile 1989 | Vancouver Canucks | 3 – 4 (d.t.s.) (1-2; 1-1; 1-0) referto | Calgary Flames | Olympic Saddledome (20.062 spett.) |

#### Los Angeles - Edmonton
| Los Angeles 5 aprile 1989 | Edmonton Oilers | 4 – 3 (1-1; 1-1; 2-1) referto | Los Angeles Kings | Great Western Forum (16.005 spett.) |

| Los Angeles 6 aprile 1989 | Edmonton Oilers | 2 – 5 (0-1; 2-3; 0-1) referto | Los Angeles Kings | Great Western Forum (16.005 spett.) |

| Edmonton 8 aprile 1989 | Los Angeles Kings | 0 – 4 (0-2; 0-2; 0-0) referto | Edmonton Oilers | Northlands Coliseum (17.503 spett.) |

| Edmonton 9 aprile 1989 | Los Angeles Kings | 3 – 4 (1-2; 2-0; 0-2) referto | Edmonton Oilers | Northlands Coliseum (17.503 spett.) |

| Los Angeles 11 aprile 1989 | Edmonton Oilers | 2 – 4 (0-1; 1-2; 1-1) referto | Los Angeles Kings | Great Western Forum (16.005 spett.) |

| Edmonton 13 aprile 1989 | Los Angeles Kings | 4 – 1 (0-1; 1-0; 3-0) referto | Edmonton Oilers | Northlands Coliseum (17.503 spett.) |

| Los Angeles 15 aprile 1989 | Edmonton Oilers | 3 – 6 (1-2; 2-2; 0-2) referto | Los Angeles Kings | Great Western Forum (16.005 spett.) |

### Finali di Division

#### St. Louis - Chicago
| St. Louis 18 aprile 1989 | Chicago Blackhawks | 3 – 1 (0-0; 1-1; 2-0) referto | St. Louis Blues | St. Louis Arena (15.280 spett.) |

| St. Louis 20 aprile 1989 | Chicago Blackhawks | 4 – 5 (d.t.s.) (0-2; 3-1; 1-1) referto | St. Louis Blues | St. Louis Arena (15.329 spett.) |

| Chicago 22 aprile 1989 | St. Louis Blues | 2 – 5 (0-2; 2-2; 0-1) referto | Chicago Blackhawks | Chicago Stadium (18.466 spett.) |

| Chicago 24 aprile 1989 | St. Louis Blues | 2 – 3 (1-1; 1-1; 0-1) referto | Chicago Blackhawks | Chicago Stadium (18.472 spett.) |

| St. Louis 26 aprile 1989 | Chicago Blackhawks | 4 – 2 (1-0; 3-1; 1-0) referto | St. Louis Blues | St. Louis Arena (14.492 spett.) |

#### Calgary - Los Angeles
| Calgary 18 aprile 1989 | Los Angeles Kings | 3 – 4 (d.t.s.) (1-1; 2-1; 0-1) referto | Calgary Flames | Olympic Saddledome (20.062 spett.) |

| Calgary 20 aprile 1989 | Los Angeles Kings | 3 – 8 (1-4; 1-2; 1-2) referto | Calgary Flames | Olympic Saddledome (20.062 spett.) |

| Los Angeles 22 aprile 1989 | Calgary Flames | 5 – 2 (2-0; 0-0; 3-2) referto | Los Angeles Kings | Great Western Forum (16.005 spett.) |

| Los Angeles 24 aprile 1989 | Calgary Flames | 5 – 3 (2-2; 1-0; 2-1) referto | Los Angeles Kings | Great Western Forum (16.005 spett.) |

### Finale di Conference

#### Calgary - Chicago
| Calgary 2 maggio 1989 | Chicago Blackhawks | 0 – 3 (0-1; 0-1; 0-1) referto | Calgary Flames | Olympic Saddledome (19.847 spett.) |

| Calgary 4 maggio 1989 | Chicago Blackhawks | 4 – 2 (3-1; 1-0; 0-1) referto | Calgary Flames | Olympic Saddledome (20.062 spett.) |

| Chicago 6 maggio 1989 | Calgary Flames | 5 – 2 (2-0; 1-2; 2-0) referto | Chicago Blackhawks | Chicago Stadium (18.472 spett.) |

| Chicago 8 maggio 1989 | Calgary Flames | 2 – 1 (d.t.s.) (0-0; 1-1; 0-0) referto | Chicago Blackhawks | Chicago Stadium (18.472 spett.) |

| Calgary 10 maggio 1989 | Chicago Blackhawks | 1 – 3 (0-1; 1-0; 0-2) referto | Calgary Flames | Olympic Saddledome (20.062 spett.) |

## Finale Stanley Cup
La finale della Stanley Cup 1989 è stata una serie al meglio delle sette gare che ha determinato il campione della National Hockey League per la stagione 1988-89. I Calgary Flames hanno sconfitto i Montreal Canadiens in sei partite e si sono aggiudicati la Stanley Cup per la prima volta nella loro storia.

## Statistiche

### Classifica marcatori
La seguente lista elenca i migliori marcatori al termine dei playoff.

| Giocatore     | Squadra             | PG | G  | A  | Pt | +/- | MP |
| ------------- | ------------------- | -- | -- | -- | -- | --- | -- |
| Al McInnis    | Calgary Flames      | 22 | 7  | 24 | 31 | +6  | 46 |
| Tim Kerr      | Philadelphia Flyers | 19 | 14 | 11 | 25 | +1  | 27 |
| Joe Mullen    | Calgary Flames      | 21 | 16 | 8  | 24 | +8  | 4  |
| Brian Propp   | Philadelphia Flyers | 18 | 14 | 9  | 23 | +8  | 14 |
| Doug Gilmour  | Calgary Flames      | 22 | 11 | 11 | 22 | +12 | 20 |
| Wayne Gretzky | Los Angeles Kings   | 11 | 5  | 17 | 22 | -4  | 0  |
| Mario Lemieux | Pittsburgh Penguins | 11 | 12 | 7  | 19 | -1  | 16 |
| Bobby Smith   | Montreal Canadiens  | 21 | 11 | 8  | 19 | +1  | 46 |
| Denis Savard  | Chicago Blackhawks  | 16 | 8  | 11 | 19 | +8  | 10 |
| Joel Otto     | Calgary Flames      | 22 | 6  | 13 | 21 | +2  | 46 |

### Classifica portieri
Questa è una tabella che combina i cinque migliori portieri dei playoff per media di gol subiti a gara con i cinque migliori portieri per percentuale di parate, con almeno quattro partite disputate. La tabella è ordinata per la media gol subiti, e i criteri di inclusione sono in grassetto.

| Giocatore      | Squadra             | PG | Min     | V  | S | OTS | TC  | GS | SO | Sv%  | MGS  |
| -------------- | ------------------- | -- | ------- | -- | - | --- | --- | -- | -- | ---- | ---- |
| Patrick Roy    | Montreal Canadiens  | 19 | 1206:10 | 13 | 6 | 1   | 526 | 42 | 2  | .920 | 2.09 |
| Ken Wregget    | Philadelphia Flyers | 5  | 268:28  | 2  | 2 | 0   | 138 | 10 | 0  | .928 | 2.24 |
| Mike Vernon    | Calgary Flames      | 22 | 1195:14 | 16 | 5 | 2   | 549 | 52 | 3  | .905 | 2.26 |
| Andy Moog      | Boston Bruins       | 6  | 358:42  | 4  | 2 | 0   | 136 | 14 | 0  | .897 | 2.34 |
| Alain Chevrier | Chicago Blackhawks  | 16 | 1013:00 | 9  | 7 | 2   | 483 | 44 | 0  | .909 | 2.52 |